# Заднево (Арефинское сельское поселение)
Заднево — деревня Арефинского сельского поселения Рыбинского района Ярославской области.
Деревня располагается на восток от центра сельского поселения села Арефино,  на дороге, идущей из Арефино на восток к деревне Починок–Болотово, наиболее крупной деревне на востоке поселения, от которой удалена на расстояние 2,3 км. Расстояние до Арефино составляет 5,5 км. В непосредственной близости к Арефино эта дорога проходит через деревню Воронково. Дорога следует преимущественно по лесной местности, в которой находятся истоки ручьёв, текущих в южном направлении и впадающих в реку Ухру, протекающую на расстоянии 2-3 км к югу. Наиболее значительный из этих ручьёв протекает по зппадной окраине Заднево, а другой имеет исток на юго-восточной окраине. К северу от деревни находится урочище Клюквенник, участок заболоченного леса длиной и шириной около 4 км. Восточной границей этого болота служит правый приток Ухры Вогуй .
Деревня Заднея обозначена на плане Генерального межевания Рыбинского уезда 1792 года.
На 1 января 2007 года в деревне Заднево числилось 2 постоянных жителя . Почтовое отделение, расположенное в деревне Починок–Болотово, обслуживает в деревне Заднево 9 домов .